# 苏州专区
苏州专区，中华人民共和国江苏省已撤销的专区，在今江苏省东南部及上海市部分。

## 苏州专区
1949年4月渡江战役后，解放军逐步占领江苏省南部。4月27日，解放军进入苏州城。后置苏州专区，属苏南行署区，行政公署驻苏州市。辖苏州市及吴县、常熟、太仓、昆山、吴江5县和太湖办事处。1950年，由常熟县析置县城虞山镇设常熟市。1952年，苏州专区改属江苏省。
1953年，撤销太湖办事处，改设震泽县；原常州专区所属无锡、宜兴、江阴3县划入苏州专区。1954年，常熟市改由省直辖。苏州专区辖9县。
1956年，原属镇江专区的武进县划入苏州专区；将宜兴县划归镇江专区。1957年，由江阴、常熟2县析设沙洲县。专区辖10县。
1958年，将无锡县划归无锡市；将武进县划归镇江专区；撤销常熟市，并入常熟县；原松江专区所属松江、川沙、南汇、奉贤、金山、青浦6县划入苏州专区；后又将6县划归上海市。苏州专区辖8县。
1960年，撤销震泽县，并入吴县。1962年，原属无锡市的无锡县划入苏州专区。辖8县。

## 苏州地区
1970年，撤销苏州专区，改置苏州地区。
1983年3月1日，江苏省实行市管县新体制。撤销苏州地区，将原属苏州地区的江阴、无锡二县划归无锡市，吴县、吴江、昆山、太仓、沙洲、常熟划归苏州市。